# Смрдљивци
Смрдљивци или амерички творови (лат. Mephitidae) породица су сисара познати по својој способности да избацују течност са јаким задахом. Различите врсте америчких смрдљиваца и смрдљивих јазаваца варирају у изгледу од црно-белих до смеђе или крем обојених, мада све имају упозоравајућу обојеност.

## Систематика
Постоји 12 врста смрдљиваца, распоређених у четири рода: Conepatus (4 врсте),  (2 врсте),  (2 врсте), Spilogale (4 врсте). Два смрдљива јазавца из рода Mydaus настањују Индонезију и Филипине, док чланови осталих родова (амерички смрдљивци) живе у Америкама, распростирући се од Канаде до централне Јужне Америке. Сви остали родови смрдљивца су изумрли, а познати су једино на основу фосилних остатака, укључујући и врсте које су настањивале Евроазију.
Сви чланови ове породице, изузев рода Mydaus, раније су били класификовани као потпородица породице куна (Mustelidae), али су недавни генетички докази довели до тога да смрдљивци постану засебна породица.
- породица Mephitidae
  - род: [7][8]

  - род: 

  - род: [9][10]

  - род: [11][12]Шаблон:Better source needed[13][14]
    - [15]